# Heteropterys ciliata
Heteropterys ciliata är en tvåhjärtbladig växtart som beskrevs av Franz Josef Niedenzu. Heteropterys ciliata ingår i släktet Heteropterys och familjen Malpighiaceae. Inga underarter finns listade i Catalogue of Life.